# Aek Bange
Aek Bange is een bestuurslaag in het regentschap Asahan van de provincie Noord-Sumatra, Indonesië. Aek Bange telt 2384 inwoners (volkstelling 2010).